# Буавен, Бернард
Жозе́ф Робе́р Берна́рд Буаве́н (фр. Joseph Robert Bernard Boivin; 1916—1985) — канадский ботаник и историк ботаники.

## Биография
Бернард Буавен родился в 1916 году в Монреале. Учился в училище Святой Марии, в 1937 году окончил его со степенью бакалавра. В 1941 году получил под руководством Мари-Викторена степень доктора права в Монреальском университете. Дальнейшее образование получал в Гарвардском университете, став обладателем стипендии Гуггенхайма, в 1943 году с профессором Мерритом Л. Фернальдом получил степень доктора философии. Диссертация представляла собой монографию рода Василистник полностью на латинском языке, поскольку диссертация на его родном французском университетом не принималась.
Во время Второй мировой войны Буавен работал в Австралии, занимался переводом и расшифровкой японских посланий. В это же время он подготавливал монографию рода Вестрингия.
В дальнейшем Буавен работал научным сотрудником в гербарии Грея Гарвардского университета, а также — на протяжении некоторого времени сотрудником Национального музея Канады и преподавателем Торонтского университета.
В 1959 году Бернард Буавен был секретарём номенклатурной секции IX Международного ботанического конгресса в Монреале. В 1969 году Б. Буавен был избран членом Канадского королевского общества.
В последние годы жизни Буавен, уже после ухода на пенсию в 1981 году, был лектором и научным сотрудником квебекского Университета Лаваля. Большую часть карьеры он работал Исследовательском сельскохозяйственном институте биосистематики в Оттаве.
9 мая 1985 года Жозеф Робер Бернард Буавен скончался после продолжительной болезни.

## Некоторые научные публикации
- Boivin, B. Flora of the Prairie Provinces. — Quebec, 1967—1979. — 4 vols.
- Boivin, B. Survey of Canadian herbaria. — Quebec, 1980. — 187 p.
- Boivin, B. Les cypéracées de l'est du Canada. — Québec, 1992. — 230 p.

## Виды растений, названные в честь Б. Буавена
- Arabis boivinii G.A.Mulligan, 1996 [= Boechera grahamii (Lehm.) Windham & Al-Shehbaz, 2007]
- Thalictrum boivinianum Staner & J.Léonard, 1949 [= Thalictrum rhynchocarpum Quart.-Dill. & A.Rich., 1840]